# Stephan Hennen
Stephan Hennen (* 9. Januar 1990 in Duisburg) ist ein deutscher Fußballspieler.

## Karriere
Nachdem Stephan Hennen in verschiedenen Jugendmannschaften für Viktoria Buchholz und den VfL Duisburg-Süd gespielt hatte, wechselte er 1999 in die Jugendabteilung des MSV Duisburg. Er durchlief dort weitere Jugendmannschaften und schaffte in der Saison 2009/10 den Sprung in die 2. Mannschaft des Vereins, mit der er zunächst in der NRW-Liga spielte. In der Saison 2011/12 wurde er erstmals in den Profikader des MSV Duisburg in der 2. Bundesliga berufen, für die er jedoch kein Ligaspiel bestritt. Erst in der Saison 2012/13 absolvierte er sein erstes Ligaspiel in der zweithöchsten deutschen Spielklasse am 23. August 2012 bei einer 1:3-Niederlage gegen Dynamo Dresden. Im weiteren Verlauf der Saison 2012/13 wurde er überwiegend in der 2. Mannschaft in der Regionalliga West eingesetzt. Nach dem Zwangsabstieg des MSV in die 3. Liga verließ er den Verein und spielte in der Saison 2013/14 für den Oberligisten TuS Bösinghoven. Danach zog er sich vorläufig aus dem Fußball zurück.
Neben seiner sportlichen Karriere studierte Stephan Hennen Sportmanagement. Zum 1. Dezember 2014 nahm er eine Stelle beim Frauen-Bundesligisten SGS Essen an, dort war er für das Marketing zuständig. Im März 2015 folgte überdies seine Rückkehr als aktiver Spieler, indem er sich dem sechstklassigen FSV Duisburg anschloss. Im September desselben Jahres verließ er den Verein wieder.